# 2169 Taiwan
A 2169 Taiwan (ideiglenes jelöléssel 1964 VP1) a Naprendszer kisbolygóövében található aszteroida. Bíbor-hegyi Obszervatórium fedezte fel 1964. november 9-én.